# Santalodes ligulatum
Santalodes ligulatum là một loài thực vật có hoa trong họ Connaraceae. Loài này được (Baker) Kuntze miêu tả khoa học đầu tiên năm 1891.